# Ecuación de Ornstein-Zernike
En Mecánica estadística la ecuación de Ornstein-Zernike (llamada así en honor de Leonard Ornstein y Frits Zernike) es una ecuación integral para definir la función de correlación directa. Básicamente describe la forma en que puede calcularse la correlación entre dos moléculas. Sus aplicaciones se encuentran principalmente en teoría de fluidos.

## Derivación
La derivación presentada aquí es de naturaleza heurística; una derivación rigurosa requiere de extensivos análisis gráficos o técnicas funcionales.
Es conveniente definir la función de correlación total:
{\displaystyle h(r_{12})=g(r_{12})-1,}
que es una medida de la «influencia» de la molécula 1 sobre la molécula 2, separadas una distancia r12, con g(r12) la función de distribución radial. En 1914, Ornstein y Zernike propusieron  separar esta influencia en dos contribuciones: una directa y una indirecta. La contribución directa está definida como dada por la función de correlación directa, denotada por c(r12). La parte indirecta es debida a la influencia de la molécula 1 sobre una tercera molécula, etiquetada con 3, la cual, a su vez, afecta a la molécula 2, directa e indirectamente. Este efecto indirecto se pondera con la densidad y se promedia sobre todas las posibles posiciones de la partícula 3. Esta descomposición puede escribirse matemáticamente como
{\displaystyle h(r_{12})=c(r_{12})+\rho \int d\mathbf {r} _{3}c(r_{13})h(r_{23})\,}
La ecuación anterior es conocida como ecuación de Ornstein–Zernike. Su interés es que, al eliminar la influencia indirecta, c(r) actúa a distancias menores que h(r) y puede ser descrita más fácilmente.
Si definimos el vector de distancia entre dos moléculas comorij ≡ ri − rj para i,j = 1,2,3, la ecuación de Ornstein-Zernike puede reescribirse usando una convolución.
{\displaystyle h(\mathbf {r} _{12})=c(\mathbf {r} _{12})+\rho \int d\mathbf {r} _{3}c(\mathbf {r} _{12}-\mathbf {r} _{32})h(-\mathbf {r} _{32})=c(\mathbf {r} _{12})+\rho \int d\mathbf {r} _{32}c(\mathbf {r} _{12}-\mathbf {r} _{32})h(\mathbf {r} _{32})=c(\mathbf {r} _{12})+\rho (c\,*\,h)(\mathbf {r} _{12})\,}.
Si ahora denotamos las transformada de Fourier de h(r) y de c(r) como Ĥ(k) y Ĉ(k), respectivamente, y utilizamos el teorema de convolución, obtenemos:
{\displaystyle {\hat {H}}(\mathbf {k} )={\hat {C}}(\mathbf {k} )+\rho {\hat {H}}(\mathbf {k} ){\hat {C}}(\mathbf {k} ),\,}
lo cual conduce a
{\displaystyle {\hat {C}}(\mathbf {k} )={\frac {{\hat {H}}(\mathbf {k} )}{1+\rho {\hat {H}}(\mathbf {k} )}}\,\,\,\,\,\,\,{\hat {H}}(\mathbf {k} )={\frac {{\hat {C}}(\mathbf {k} )}{1-\rho {\hat {C}}(\mathbf {k} )}}.\,}
Es necesario resolver tanto para h(r) como para c(r) (o, de forma equivalente, para sus transformadas de Fourier). Esto requiere de una ecuación adicional conocida como relación de cerradura. La ecuación de Ornstein–Zernike puede verse formalmente como una definición de la función de correlación directa c(r) en términos de la función de correlation total h(r). Los detalles del sistema que se esté estudiando —principalmente la forma del potencial de interacción u(r)— deben ser tomados en cuenta al escoger la relación de cerradura. Comúnmente se utilizan las relaciones de cerradura de la aproximación de Percus-Yevick, que se adapta bien a partículas con núcleo impenetrable, y la ecuación de cadena hipertejida, muy usada para potenciales más «suaves».